# Блакитне сало
«Блакитне сало» — постмодерністський роман Володимира Сорокіна. Вперше опубліковано в 1999 році видавництвом Ad Marginem. У 2014 році роман вийшов українською у перекладі Сашка Ушкалова.

## Сюжет
В центрі сюжету так зване «блакитне сало» — речовина унікальної структури, яке виробляють клони російських письменників. Дія роману розгортається в двох часових площинах — другій половині XXI століття (в Сибіру й Москві майбутнього) та в альтернативному 1954 році (в сталінській Москві й гітлерівському Рейху).

### Лінія майбутнього
Історія розпочинається 2 січня 2048 року. Оповідання ведеться від імені філолога Бориса Глогера у вигляді листів оповідача своєму китайському коханцеві. Глогер працює на секретному військовому об'єкті, загубленому десь в просторах Сибіру. Суть проекту полягає в отриманні «блакитного сала» — таємничої речовини з нульовою ентропією, практична цінність якого незрозуміла. Речовину отримують з підшкірних відкладень клонів письменників. У проекті беруть участь клони Ф. М. Достоєвського, Л. М. Толстого, А. П. Чехова, А. П. Платонова, В. В. Набокова, Б. Л. Пастернака, А. А. Ахматової. Деякі уривки роману є пародійним наслідування стилю великих письменників.
Раптовий напад представників чернечого ордену патріотичного спрямування зупиняє проєкт. Секретний об'єкт знищується й викрадаються запаси блакитного сала. Сало заморожується і відправляється в минуле.

### Лінія минулого
Минуле в романі відбувається у фантастичній Москві 1954 року. В результаті Другої світової війни Європа поділена між СРСР та Німеччиною (кордон проходить у Празі). Між СРСР і Рейхом (так само як між Сталіним і Гітлером особисто) встановлені відносини дружнього паритету. Англія знищена спільним німецько-радянським ударом водневої бомби, проте США поки що зберігаються як третій центр триполярного світу. Сало, надіслане з майбутнього, потрапляє в руки радянських вождів. Сталін зміг обійти пильність Берії й разом зі своїм коханцем «графом Хрущовим» (в фантастичному світі роману стара російська аристократія співіснує з радянською номенклатурою; наприклад, дружиною Молотова є княгиня Воронцова і т. п.) викрадає сало і таємно вирушає до свого друга Адольфа Гітлера. Подальше уведення блакитного сала в організм диктаторів призводить до змін простору та часу вселенського масштабу.

## Стиль
Літературознавець Марк Липовецький зазначив «багатомовність» роману Сорокіна. З одного боку письменник використовував «художні мови Толстого, Чехова, Достоєвського, Набокова, Пастернака, Платонова, Симонова, соцреалістичного маскульту та ін.», з іншого — у мові персонажів також є старослов'янізми, фрази на ідиші, французькою та німецькою мовами, а люди майбутнього говорять на особливому жаргоні, що рясніє китайськими словами й російським матом. Наприкінці твору наводиться спеціальний словничок із тлумаченням окремих виразів . Деякі кітаізми і псевдокітаізми навмисно співзвучні російським матірним словами.

## Скандал
Через три роки після публікації роман опинився в центрі скандалу — влітку 2002 року молодіжний рух «Ті, хто йдуть разом» провели акцію біля Великого театра, в ході якої учасники викидали фрагменти «Блакитного сала» в величезний пінопластовий унітаз, оголошений ними «пам'ятником Володимиру Сорокіну». Письменник назвав акцію державним онанізмом через те, що міліція охороняла їх від випадкових глядачів. Незабаром після акції пропрезидетського руху (можливо, з поштовху письменника Павла Басинського ) Сорокіна звинуватили у поширенні порнографії. Прокуратура порушила проти нього кримінальну справу за статтею 242 КК РФ. У квітні 2003 року справу було закрито «за відсутністю складу злочину», оскільки експертизи роману продемонстрували, що «все відверті описи сексуальних сцен і справляння природних потреб обумовлені логікою оповіді і мають безумовно художній характер». Скандал, спровокований «Тими, що йдуть разом», сприяв значному зростанню популярності Сорокіна й продажів «Блакитного сала».

## Суд з приводу обкладинки книги
Анна Жарова, дочка актора Михайла Жарова, подала в травні 2003 року позов до видавництва Ad Marginem й письменника Володимира Сорокіна про стягнення збитків (21 млн 760 тис. руб.) й компенсації моральної шкоди (200 тис руб.) у зв'язку з оформленням обкладинки роману «Блакитне сало». Вона заявляла, що на обкладинці використано зображення її батька з фільму «Помилка інженера Кочина» (1939). Позов був відхилений, але через рік подано знову, вже з метою стягнення лише моральної шкоди (3 млн руб.). Позивачці не вдалося довести, що зображення було взято з радянського плаката до фільму і було збірним образом НКВСівця, тому її вимоги суд відхилив.